# 小澤秀夫
- 小澤秀夫
- 小沢秀夫

小澤 秀夫（おざわ ひでお、1910年 - 1982年）は、日本の歌手、演奏者、作曲家。

## 概要
1934年11月、ポリドール・レコードから『港の恋唄』で歌手としてデビューする。翌1935年、東海林太郎とのデュエット曲『弥次喜多行進曲』がヒットする。
1937年に大阪のコッカレコードと専属歌手契約。歌手引退後にアコーディオン奏者に転向。戦時中は渡辺はま子の専属伴奏者として活動。
作曲家としては主に歌謡曲、劇伴音楽作品を発表した。

## エピソード
門下生に作曲家の吉屋潤がいる。朝鮮半島から日本に渡った吉屋に田端義夫の専属バンド入りを勧めた。日本名「吉屋潤」の名付け親でもある。田端には作曲家として「ハワイ帰りのマドロスさん」を提供している。

## 映画音楽
- 「雄呂血の秘宝」1955年
- 「雄呂血の秘宝 完結後篇」1955年
- 「御存じ快傑黒頭巾 危機一発」1955年
- 「御存じ快傑黒頭巾 新選組追撃」1955年
- 「御存じ快傑黒頭巾 神出鬼没」1956年
- 「隠密秘帖 まぼろし城」1956年
- 「続風雲黒潮丸 まだら狼」1956年
- 「風雲黒潮丸 完結篇 南海の若武者」1956年
- 「剣法奥儀飛剣鷹の羽」1956年
- 「社長三等兵」1956年
- 「若さま侍捕物手帖 地獄の皿屋敷」1956年
- 「若さま侍捕物手帖 べらんめえ活人剣」1956年
- 「若さま侍捕物帖 魔の死美人屋敷」1956年
- 「若さま侍捕物帖 深夜の死美人」1957年
- 「若さま侍捕物帖 鮮血の晴着」1957年
- 「朝晴れ鷹」1957年
- 「上方演芸底抜け捕物帖」1957年
- 「上方演芸夢月城騒動記」1957年
- 「稲妻奉行」1958年
- 「色競べ五人女」1958年
- 「唄祭り三人旅」1958年
- 「快傑黒頭巾」1958年
- 「警察官出世パトロール」1958年
- 「絶海の裸女」1958年
- 「人形佐七捕物帳腰元刺青死美人」1958年
- 「忍術水滸伝 稲妻小天狗」1958年
- 「変幻胡蝶の雨」1958年
- 「変幻胡蝶の雨 月の輪族の逆襲」1958年
- 「坊ぼん罷り通る」1958年
- 「柳生旅ごよみ 女難一刀流」1958年
- 「決闘不動坂の大仇討」1959年
- 「東支那海の女傑」1959年
- 「復讐秘文字峠」1959年
- 「続復讐秘文字峠」1959年
- 「まぼろし鷹」1959年
- 「無警察」1959年
- 「雷電」1959年
- 「ふたり若獅子」1959年
- 「遊侠の剣客 つくば太鼓」1960年
- 「水戸黄門漫遊記怪魔八尺坊主」1960年
- 「百万両秘帖」1960年
- 「野狐笛 花吹雪一番纏」1960年
- 「さいころ無宿」1960年
- 「次郎吉囃子 千両小判」1960年
- 「孔雀秘帖」1960年
- 「女厳窟王」1960年
- 「男ならやってみろ」1960年
- 「砂絵呪縛」1960年
- 「スパイと貞操」1960年
- 「無法者の虎」1961年
- 「湯の町姉妹」1961年
- 「髑髏銭」1962年
- 「怪談三味線堀」1962年
- 「若ざくら喧嘩纏」1962年
- 「浅草の侠客」1963年
- 「続てなもんや三度笠」1963年
- 「大笑い殿さま道中」1964年

## テレビ主題歌
- 「笛吹童子」1960年